# Puchar Islandii w piłce nożnej (1962)
Puchar Islandii w piłce nożnej mężczyzn 1962 – 3. edycja rozgrywek mających na celu wyłonienie zdobywcy Pucharu Islandii. Tytułu broniła drużyna KR. Na każdym etapie pucharu rozgrywany był jeden mecz pomiędzy zespołami. Mecz finałowy odbył się na stadionie Melavöllur w Reykjavíku, gdzie puchar trzeci raz z rzędu wywalczyła drużyna KR.

## Pierwsza runda
W pierwszej rundzie wzięło udział dziesięć zespołów, w tym sześć zespołów rezerw, trzy zespoły z 2. deild oraz Týr.
| 12 sierpnia 1962 | Keflavík B | 1:4Raport | KR B | Njarðvíkurvöllur, Njarðvík |
|                  |            |           |      |                            |

| 12 sierpnia 1962 | Þróttur Reykjavík | 0:3Raport | Týr | Melavöllur, Reykjavík |
|                  |                   |           |     |                       |

| 16 sierpnia 1962 | Víkingur Reykjavík | 0:3Raport | Breiðablik | Melavöllur, Reykjavík |
|                  |                    |           |            |                       |

| 24 sierpnia 1962 | Valur B | 4:4Raport | Þróttur Reykjavík B | Melavöllur, Reykjavík |
|                  |         |           |                     |                       |

| 1 września 1962 | Akraness B | 1:5Raport | Fram B | Akranesvöllur, Akranes |
|                 |            |           |        |                        |

### Powtórki
W dwóch meczach pierwszej rundy padły remisy, w związku z czym dodatkowe mecze pomiędzy rywalizującymi drużynami zostały rozegrane w późniejszym terminie. Rywalizacja drużyn Breiðablik oraz Víkingur Reykjavík wymagała rozegrania dwóch dodatkowych meczów, ponieważ w pierwszym z nich również padł remis.
| 29 sierpnia 1962 | Breiðablik | 3:3Raport | Víkingur Reykjavík | Hvaleyrarholtsvöllur, Hafnarfjörður |
|                  |            |           |                    |                                     |

| 31 sierpnia 1962 | Valur B | 4:0Raport | Þróttur Reykjavík B | Melavöllur, Reykjavík |
|                  |         |           |                     |                       |

| 4 września 1962 | Breiðablik | 3:0Raport | Víkingur Reykjavík | Hvaleyrarholtsvöllur, Hafnarfjörður |
|                 |            |           |                    |                                     |

## Druga runda
W drugiej rundzie do zwycięzców pierwszej rundy dołączyły trzy zespoły z 2. deild – Reynir, ÍB Hafnarfjörður oraz Keflavík.
| 4 września 1962 | Reynir | 1:4Raport | Fram B | Sandgerðisvöllur, Sandgerði |
|                 |        |           |        |                             |

| 8 września 1962 | Týr | 3:0Raport | KR B | Vestmannaeyjavöllur, Vestmannaeyjar |
|                 |     |           |      |                                     |

| 15 września 1962 | Keflavík B | 4:1Raport | Valur B | Keflavíkurvöllur, Keflavík |
|                  |            |           |         |                            |

| 18 września 1962 | Breiðablik | 5:4Raport | ÍB Hafnarfjörður | Hvaleyrarholtsvöllur, Hafnarfjörður |
|                  |            |           |                  |                                     |

## Trzecia runda
W trzeciej rundzie rozegrane zostały dwa mecze pomiędzy zwycięzcami drugiej rundy.
| 22 września 1962 | Fram B | 0:4Raport | Týr | Melavöllur, Reykjavík |
|                  |        |           |     |                       |

| 23 września 1962 | Breiðablik | 1:6Raport | Keflavík | Framvöllur, Reykjavík |
|                  |            |           |          |                       |

## Ćwierćfinał
W ćwierćfinale do zwycięzców poprzedniej rundy dołączyło sześć zespołów reprezentujących 1. deild islandzką w sezonie 1962 - KR, Fram, Valur, ÍBA Akureyri, ÍB Ísafjörður oraz Akraness.
| 30 września 1962 | Keflavík | 2:0Raport | Týr | Hvaleyrarholtsvöllur, Hafnarfjörður |
|                  |          |           |     |                                     |

| 6 października 1962 | ÍB Ísafjörður | 1:4Raport | KR | Ísafjarðarvöllur, Ísafjörður |
|                     |               |           |    |                              |

| 6 października 1962 | Fram | 3:2Raport | Valur | Melavöllur, Reykjavík |
|                     |      |           |       |                       |

| 7 października 1962 | Akraness | 1:8Raport | ÍBA Akureyri | Melavöllur, Reykjavík |
|                     |          |           |              |                       |

## Półfinał
Do półfinału awansowali zwycięzcy meczów ćwierćfinałowych, wśród których tylko Keflavík nie reprezentował 1. deild.
| 13 października 1962 | KR | 3:0Raport | ÍBA Akureyri | Melavöllur, Reykjavík |
|                      |    |           |              |                       |

| 14 października 1962 | Fram | 2:1Raport | Keflavík | Melavöllur, Reykjavík |
|                      |      |           |          |                       |

## Finał
Mecz finałowy został rozegrany 21 października 1962 roku na stadionie Melavöllur w Reykjavíku. W spotkaniu udział wzięły drużyny KR oraz Fram. Mecz zakończył się zwycięstwem 3:0 pierwszej z tych drużyn. W rezultacie KR obronił tytuł zdobywcy Pucharu Islandii.
| 21 października 1962 | KR · Ellert B. Schram 17', 30' · Gunnar Felixson 35' | 3:0(3:0)Raport | Fram | Melavöllur, Reykjavík Sędzia: Grétar Norðfjörð |
|                      |                                                      |                |      |                                                |